# Euleia setibasis
Euleia setibasis är en tvåvingeart som beskrevs av Erich Martin Hering 1953. Euleia setibasis ingår i släktet Euleia och familjen borrflugor. Inga underarter finns listade i Catalogue of Life.